# Лорен Прайс
Лорен Луїза Прайс (англ. Lauren Louise Price; нар. 25 червня 1994, Ньюпорт, Уельс) — валійська професійна боксерка, чемпіонка Олімпійських ігор 2020 та Європейських ігор 2019, чемпіонка світу і призерка чемпіонатів Європи серед аматорів, чемпіонка світу за версіями WBA (2024) та IBO (2024) в напівсередній вазі.

## Аматорська кар'єра
Лорен Прайс захоплювалася боксом, кікбоксингом та футболом. Вона була чотириразовою чемпіонкою світу і шестиразовою чемпіонкою Європи з кікбоксингу, але з 2014 року зосередилася на боксерській кар'єрі.

### Чемпіонат Європи 2011
(кат. до 69 кг)
- 1/8 фіналу: Перемогла Луїзу Трейнор (Ірландія) — 17-2
- 1/4 фіналу: Перемогла Нуркан Гоксел (Туреччина) — 11-3
- 1/2 фіналу: Програла Марині Бадуліній (Україна) — 7-17

2014 році Лорен Прайс в категорії до 75 кг здобула дві перемоги і дійшла до півфіналу Ігор Співдружності, де поступилася Аріан Фортін (Канада).
На чемпіонаті світу 2014 в категорії до 69 кг поступилася у першому бою Афіні Байлон (Панама).
На чемпіонаті Європи 2016 в категорії до 75 кг у чвертьфіналі перемогла Ельжбету Вуйцік (Польща) — 3-0, а у півфіналі програла Наташі Гейл (Англія) — 0-2
2018 року на Іграх Співдружності, здобувши три перемоги, Лорен Прайс стала чемпіонкою.
На чемпіонаті Європи 2018 перемогла Іонелу Нейн (Румунія) та програла у півфіналі Марії Боруца (Україна) — 2-3.

### Чемпіонат світу 2018
- 1/8 фіналу: Перемогла Аойф О'Рурк (Ірландія) — 5-0
- 1/4 фіналу: Перемогла Ельжбету Вуйцік (Польща) — 3-2
- 1/2 фіналу: Програла Нушка Фонтейн (Нідерланди) — 2-3

### Чемпіонат світу 2019
- 1/8 фіналу: Перемогла Севіті Бура (Індія) — 3-1
- 1/4 фіналу: Перемогла Івету Лешинскіте (Литва) — 5-0
- 1/2 фіналу: Перемогла Клаудію Ель-Марді (Марокко) — 5-0
- Фінал: Попередній результат Нушка Фонтейн — Лорен Прайс — 3-2 відмінено після апеляції з боку Лорен Прайс. Чемпіонкою оголошено Лорен Прайс.

### Олімпійські ігри 2020
- 1/8 фіналу: Перемогла Монхбатин Міягмар'яргаль (Монголія) — 5-0
- 1/4 фіналу: Перемогла Афіну Байлон (Панама) — 5-0
- 1/2 фіналу: Перемогла Нушку Фонтейн (Нідерланди) — 3-2
- Фінал: Перемогла Лі Цянь (Китай) — 5-0

## Професіональна кар'єра
2022 року дебютувала на професійному рингу. 6 травня 2023 року, перемігши Кірсті Бевінгтон одностайним рішенням суддів, стала першою в історії чемпіонкою Великої Британії за версією BBBofC у напівсередній вазі.
11 травня 2024 року в своєму сьомому бою на професійному рингу проти Джессіки Маккаскіл (США), здобувши перемогу одностайним рішенням суддів після зупинки бою через гематому у американки в перерві після дев'ятого раунду, завоювала титули чемпіонки світу за версіями WBA та IBO в напівсередній вазі.